# Персей A
NGC 1275 (другие обозначения — 3C 84, UGC 2669, MCG 7-7-63, ZWG 540.103, IRAS03164+4119, PGC 12429) — пекулярная сверхгигантская эллиптическая галактика (галактика типа cD) с активным ядром. Находится в созвездии Персея. Является мощным радио- и рентгеновским источником.
Входит в число перечисленных в оригинальной редакции «Нового общего каталога».
Галактика NGC 1275 входит в состав Скопления Персея (Abell 426), является наиболее ярким членом этого скопления. Входит также в группу галактик NGC 1275 из нескольких десятков членов в центре Скопления Персея. Возможный компаньон — NGC 1278.
Галактика относится к шести «классическим» сейфертовским галактикам, описанным в пионерской работе Карла Сейферта. Имеет переменность поляризации излучения, испускаемого её ядром (установлено В. А. Гаген-Торном в 1969 году).
В галактике наблюдались сверхновые SN 1968A (пиковая видимая звёздная величина 15,5m) и SN 2005mz типа Ia (пиковая видимая звёздная величина 18,2m).